# Grahamstown
Grahamstown é uma cidade universitária no Leste da província do Cabo Oriental, na África do Sul, cerca de 135 km a sudoeste do porto de East London. Conhecida como a Cidade dos Santos devido às suas numerosas igrejas e seminários, foi fundada para servir de posto militar em 1812, tendo sofrido frequentes ataques dos gurreiros xhosas  durante a Guerra dos Cafres, entre africanos e colonos europeus. Tem uma população de cerca de 26 mil habitantes. 